# Władimir Bykow
Władimir Leonidowicz Bykow (ros. Влади́мир Леони́дович Бы́ков, ur. 1932, zm. 18 października 2013) – radziecki dyplomata.
1957 ukończył Moskiewski Państwowy Instytut Stosunków Międzynarodowych, pracował w Ministerstwie Spraw Zagranicznych ZSRR, m.in. w Wydziale IV Europejskim, sekretariacie wiceministra spraw zagranicznych, Wydziale USA, Zarządzie Analizy i Prognozowania i Departamencie Organizacji Międzynarodowych i Globalnych Problemów MSZ ZSRR. Ponadto pracował w Generalnym Konsulacie ZSRR w San Francisco, Ambasadzie ZSRR w PRL, USA, W. Brytanii i Stałym Przedstawicielstwie ZSRR przy UNESCO w Paryżu. Od 23 maja 1984 do 22 czerwca 1987 ambasador nadzwyczajny i pełnomocny ZSRR w Nowej Zelandii. Odznaczony Medalem „Weteran pracy” i Medalem 850-lecia Moskwy.